# Liste der Schwimmbäder in Winterthur
Die Liste der Schwimmbäder in Winterthur soll einen Überblick über die Badeanlagen in Winterthur geben. Die Stadt besitzt acht Schwimmbäder, von denen drei nicht öffentlich zugängliche Schulschwimmanlagen sind. Künstliche Schwimmbäder waren in Winterthur schon früh wichtig für die persönliche Hygiene, da die Stadt weder an einem See noch an einem grösseren Fluss gebaut wurde, an dem gebadet werden konnte. Daher war Winterthur auch ein Vorreiter im Bau von Schwimmbädern. So wurde unter anderem das erste Hallenbad der Schweiz in Winterthur gebaut und auch das älteste noch bestehende Freibad steht in Winterthur. In der Sommersaison 2010 konnten die vier Winterthurer Freibäder gemeinsam mehr als 150'000 Besucher verzeichnen, während das kombinierte Frei- und Hallenbad Geiselweid auf über 140'000 Besucher kam.
Der im Vergleich zur Stadt Zürich niedrige Anteil an Schulschwimmanlagen erklärt sich dadurch, dass in der Stadt Zürich die Schüler der 1. bis 4. Klasse jede Woche eine Schwimmlektion besuchen, während die Schüler in Winterthur nur in der 3. Klasse jeweils alle zwei Wochen eine obligatorische Schwimmlektion besuchen. In der 4. Klasse gibt es in Winterthur noch freiwillige Ergänzungskurse für Schüler, die noch nicht 15 Meter alleine schwimmen können.
| Name                                 | Typ                           | Stadtkreis     | Eröffnung | Schliessung | Anmerkungen                                                                                        | Bild |
| ------------------------------------ | ----------------------------- | -------------- | --------- | ----------- | -------------------------------------------------------------------------------------------------- | ---- |
| Hallenbad Brühlgut                   | Schulhallenbad                | Töss           |           |             | nichtöffentlich, gehört zur Brühlgut Stiftung                                                      |      |
| Schwimmbad Geiselweid                | Hallen- und Freibad, Naturbad | Mattenbach     | 1911      |             | ältestes noch bestehendes Freibad der Schweiz, Hallenbad kam 1974 hinzu, Naturbad im Jahr 2008     |      |
| Schulschwimmanlage Michaelsschule    | Schulhallenbad                | Seen           |           |             | nichtöffentlich, gehört zur Michaelsschule                                                         |      |
| Schwimmbad Oberi                     | Freibad                       | Oberwinterthur | 1958      |             | |      |
| Schwimmbad Töss                      | Freibad                       | Töss           | 1970      |             | |      |
| Bad- und Waschanstalt Winterthur     | Hallenbad                     | Stadt          | 1864      | 1915        | erstes Hallenbad der Schweiz, auch bekannt als Badewannenmoschee                                   |      |
| Schwimmbad Wolfensberg               | Freibad                       | Veltheim       | 1936      |             | Der Vorgänger des Schwimmbads, die erste Sonnenbadanlage der Schweiz, wurde bereits 1900 eröffnet. |      |
| Schwimmbad Wülflingen                | Freibad                       | Wülflingen     | 1967      |             | |      |
| Schulschwimmanlage Wülflingerstrasse | Schulhallenbad                | Veltheim       |           |             | nichtöffentlich, gehört zum Schulhaus Wülflingerstrasse                                            |      |

## Baden in öffentlichen Gewässern
Das Baden ist in den Walcheweihern, im Schützenweiher und im Kemptweiher auf eigene Gefahr gestattet. Den indirekten Anstoss dazu gab die Waldeggsee-Initiative, die südlich des Stadtkreises Mattenbach einen künstlichen Badesee anlegen wollte, jedoch im Februar 1999 an der Urne scheiterte. Für eine Abkühlung kann man auch die Töss besuchen, die allerdings nicht tief genug ist, um darin zu schwimmen.